# Hallunda-Norsborg
Hallunda-Norsborg är  en kommundel i den nordligaste delen av Botkyrka kommun i södra Stockholms län. Den ingår i tätorten Stockholm. Hallunda-Norsborg består av bostadsområdena Hallunda, Norsborg, Eriksberg och Slagsta.

## Historia
Norsborg var tidigare en lantegendom i Botkyrka socken, belägen vid en vik av Vårbyfjärden och med en del av ägorna mot Bornsjön, jämte Kärsby och Tomtberga med en areal av 350 hektar. 
Egendomen som från början hette Borg och var en del av byn Hundhamra, men i slutet av 1700-talet fick egendomen namnet Norsborg efter ägaren greve Johan Liljencrants fru Eleonora Stjernstedt, var i äldre tid ett kronohemman. På 1560-talet uppläts egendomen till Erik XIV:s och Johan III:s livmedikus Vilhelm Lemnius (död 1573) och innehades sedan av dennes son och sondotter. Egendomen blev indragen vid reduktionen och blev 1698 anslaget till boställe för lagmannen i Södermanland, men utbyttes 1762 mot Näsby i samma socken och tillföll statssekreteraren Carl Fredrik von Höpken, som i sin tur 1778 sålde egendomen till statssekreteraren Johan Liljencrants.
Liljencrants ägde även Sturehov, Slagsta gård och Fittja i samma socken och lät uppföra Norsborgs herrgård. Från hans tid härrör till väsentlig del trädgården och den stora parken i engelsk stil med ett lusthus av Olof Tempelman och ett utsiktstorn som länge prydde Norsborg. Han gjorde Norsborg till fideikommiss, men fideikommissrätten upphävdes och Norsborg inköptes 1900 för 185 000 kronor av Stockholms stad för dess vattenledning från Bornsjön. Staden anlade där ledningens huvudstation, Norsborgs vattenverk, med filtreringsbassänger, pumpverk, elektricitetsverk, bostadsbyggnader med mera och 1912 beslöt stadsfullmäktige att dit förlägga hela vattenledningsverket, varefter Eriksdalsverket vid dagens Eriksdalsbadet lades ner i början på 1920-talet.
Norsborg var fram till SCB:s tätortsavgränsning 1975 en fristående tätort.
Hallunda-Norsborg är enligt polisen ett ur brottssynpunkt problemområde som klassas som särskilt utsatt område.

## Befolkningsutveckling
| Befolkningsutvecklingen i Norsborg 1950–1975 | Befolkningsutvecklingen i Norsborg 1950–1975 | Befolkningsutvecklingen i Norsborg 1950–1975 | Befolkningsutvecklingen i Norsborg 1950–1975 | Befolkningsutvecklingen i Norsborg 1950–1975 |
| -------------------------------------------- | -------------------------------------------- | -------------------------------------------- | -------------------------------------------- | -------------------------------------------- |
|                                              |                                              |                                              |                                              |                                              |
| År                                           |                                              |                                              | Folkmängd                                    |                                              |
| 1950                                         | 1950                                         |                                              | 339                                          |                                              |
| 1960                                         | 1960                                         |                                              | 263                                          |                                              |
| 1965                                         | 1965                                         |                                              | 368                                          |                                              |
| 1970                                         | 1970                                         |                                              | 216                                          |                                              |
| Anm.: Sammanvuxen med Stockholm 1975         |                                              |                                              |                                              |                                              |

## Demografi
Folkmängden uppgick till 17 000 personer 2016, varav 81,2 procent med utländsk bakgrund.

## Bebyggelse
Bebyggelsen består till stor del av höghusområden som är byggda under miljonprogrammet och flera är belägna nära motorvägen E4/E20, men bebyggelsen omfattar även ett stort område med radhus och parhus i Norsborg som kännetecknas av att de är byggda med välbevarade naturområden omkring sig. I Hallunda finns Botkyrka kommuns största centrumanläggning (Hallunda centrum). 
I området finns flera kyrkor: Sankt Petrus och Paulus kyrka, S:t Georgis syrisk ortodoxa kyrka, Hallundakyrkan, Närkyrkan t-way och Ljusets kyrka. Här ligger också Botkyrkahallen och två skolor: S:t Botvids gymnasium och Botkyrka folkhögskola.

## Kultur och föreningsliv
Här finns Riksteatern och Folkets hus (Fh Hallunda).
Sportklubbar är innebandyklubben Balrog IK och Norsborgs IF som både har fotbollslag och hockeylag.

## Bilder

### Historisk bebyggelse

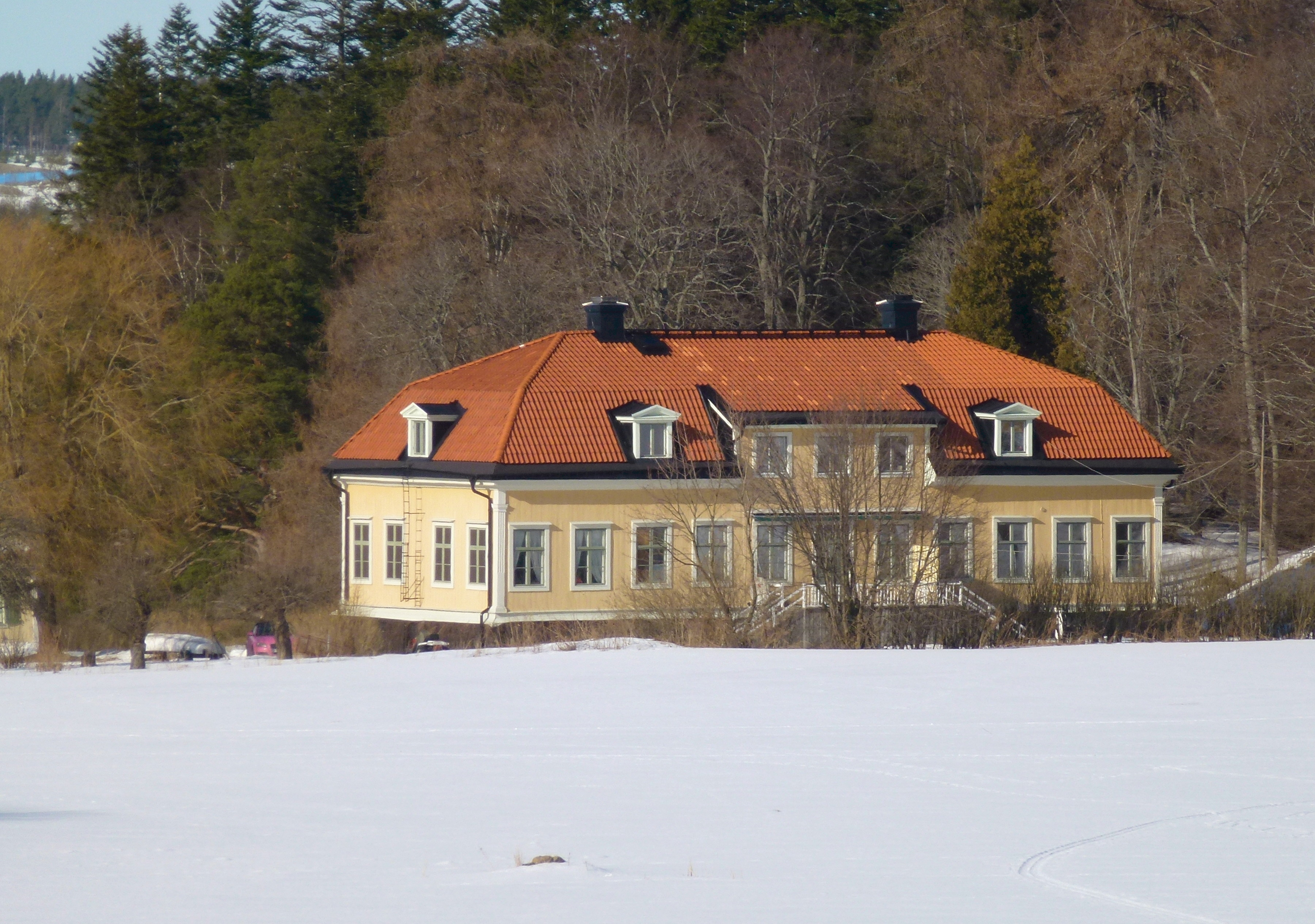
Norsborgs herrgård 2013 (brann ner 2019)
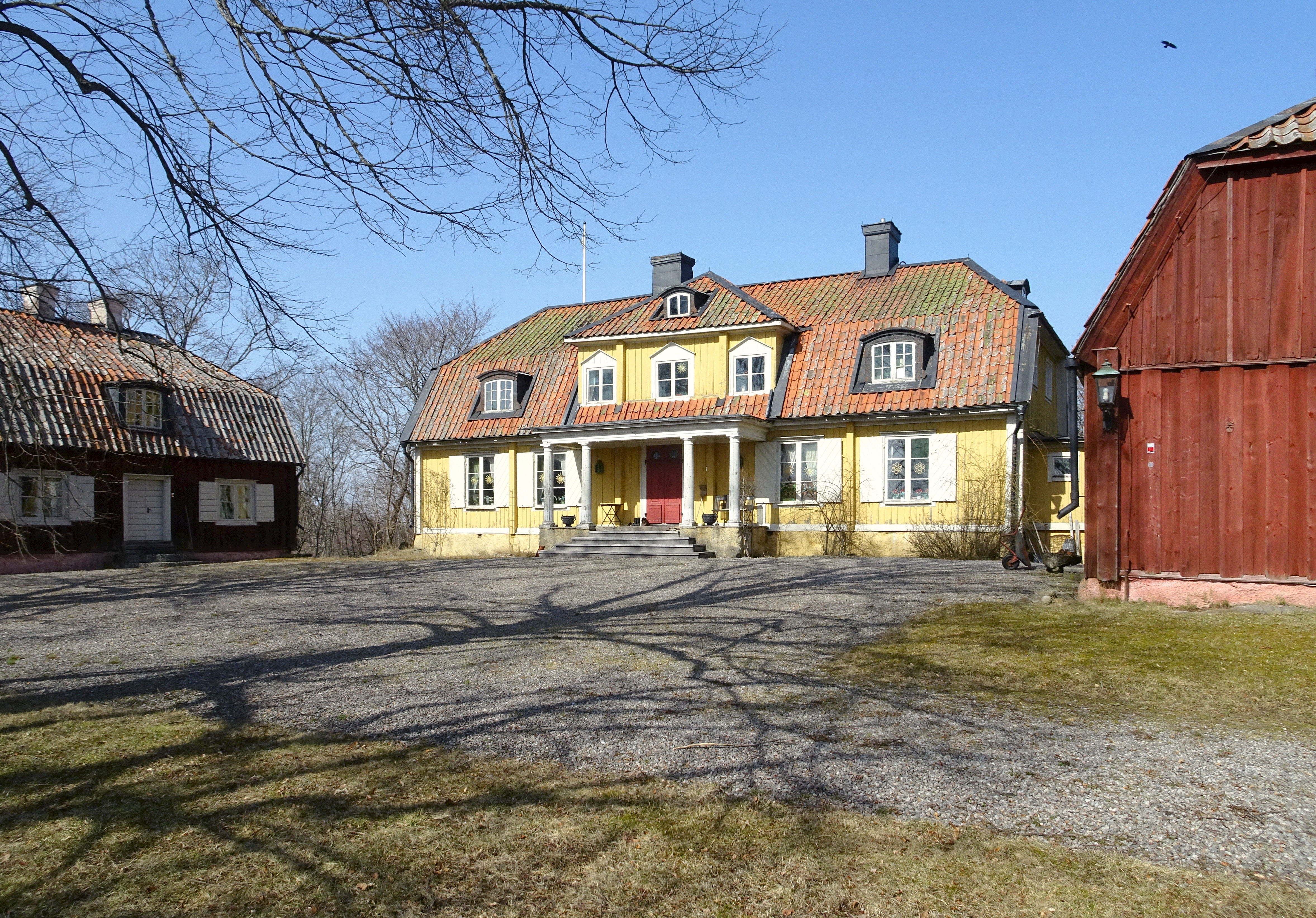
Hallunda gård 2018
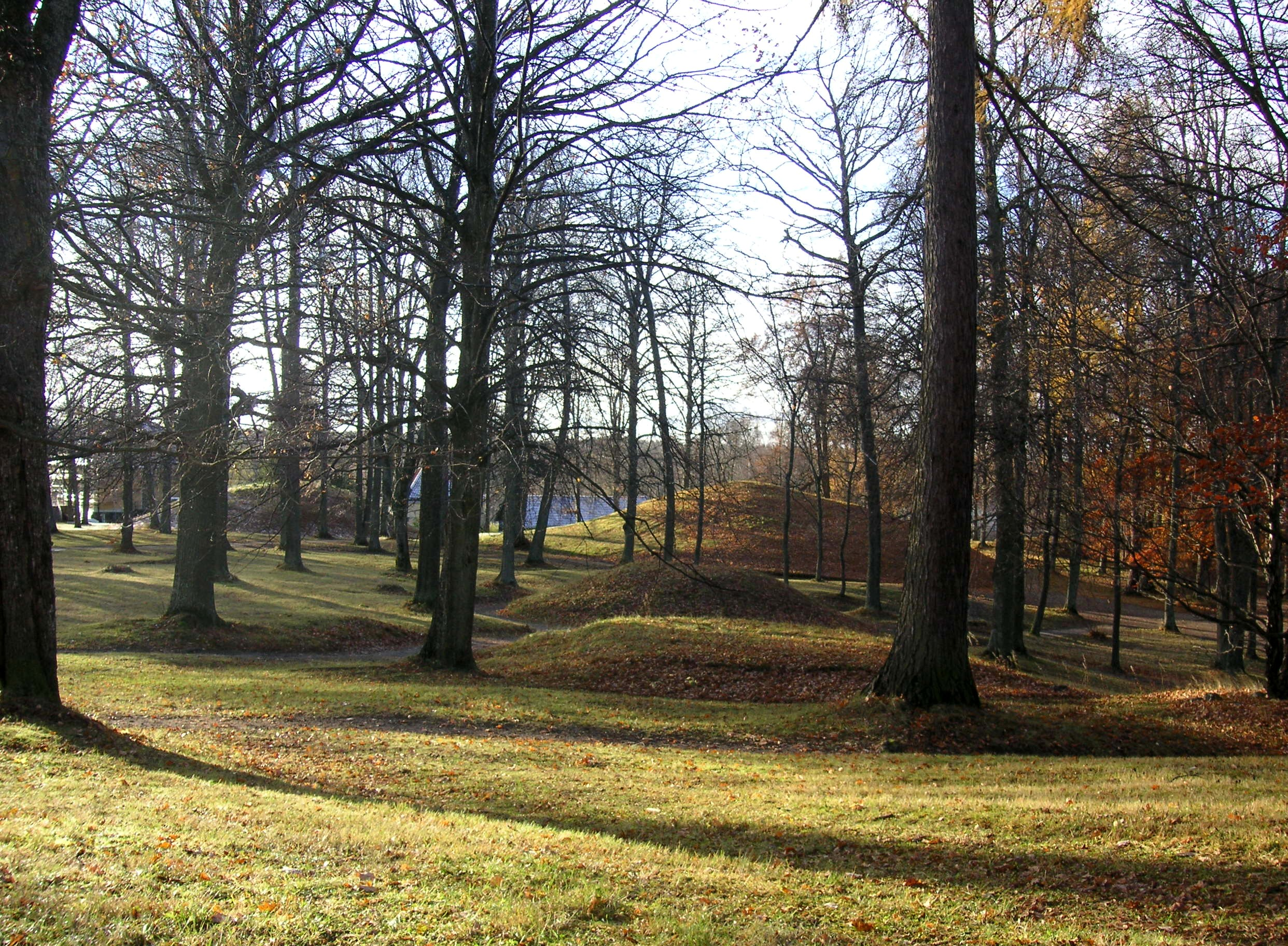
Järnåldersgravhögar
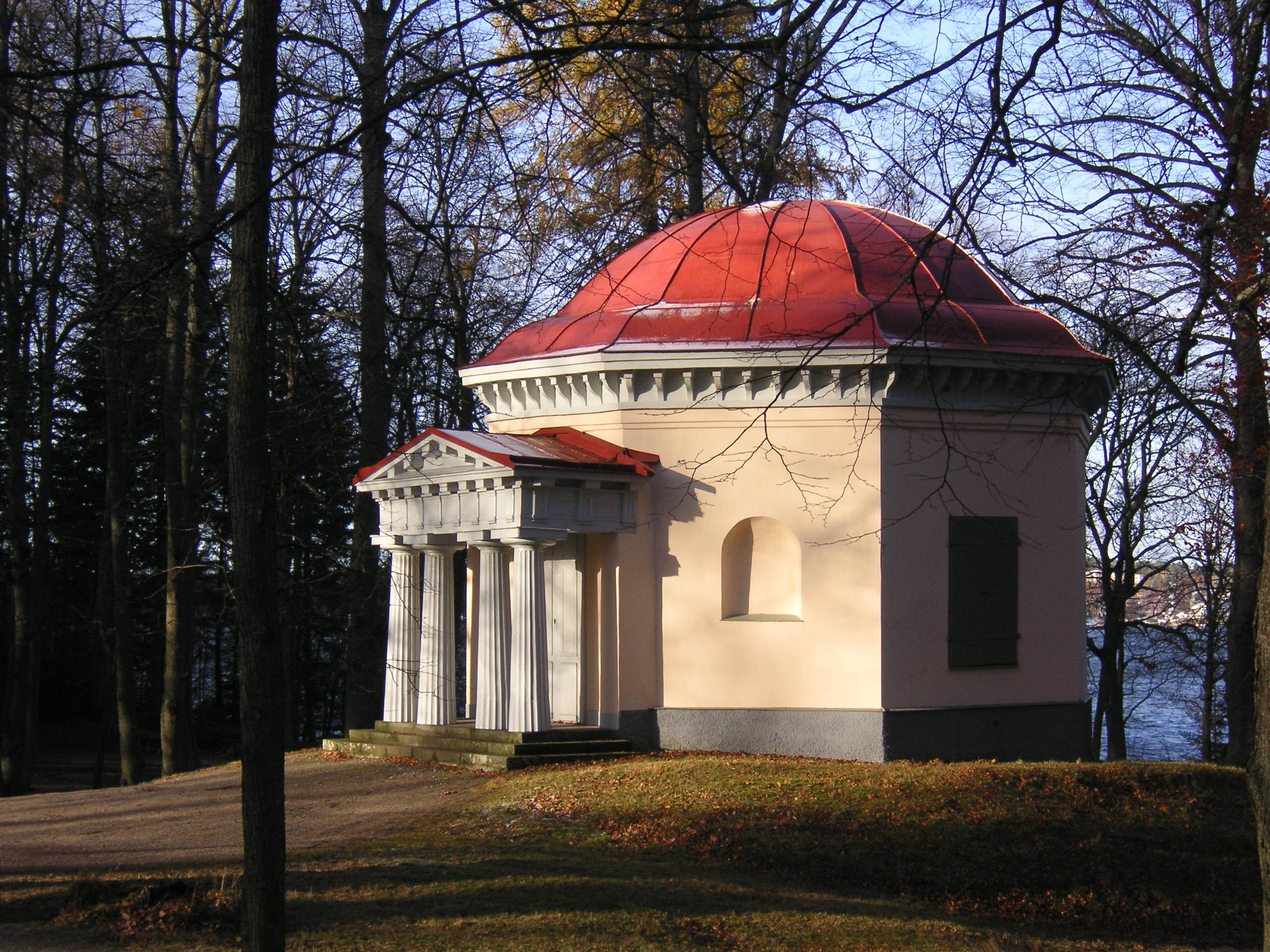
Eleonoras paraply

### Nutida bebyggelse

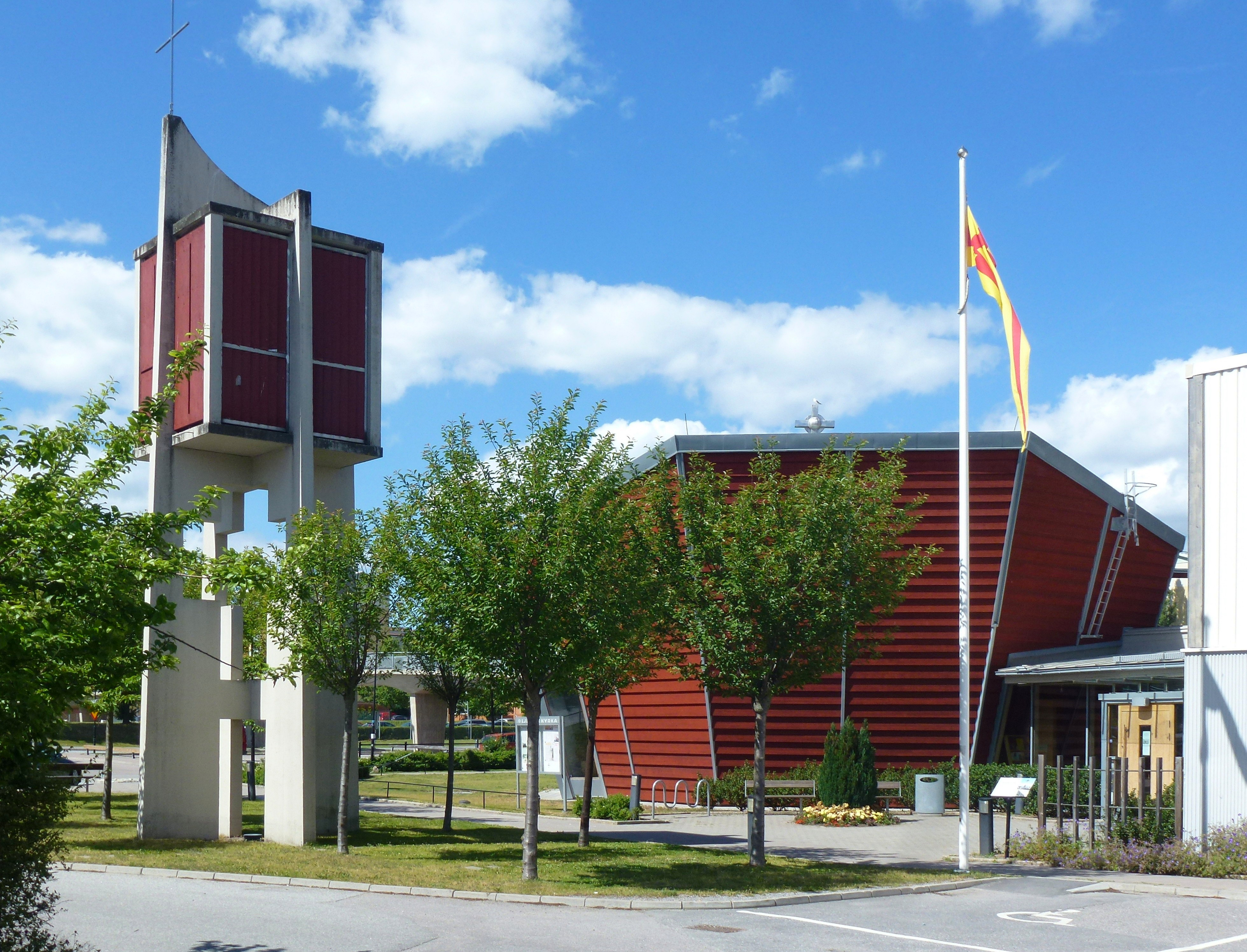
Ljusets kyrka
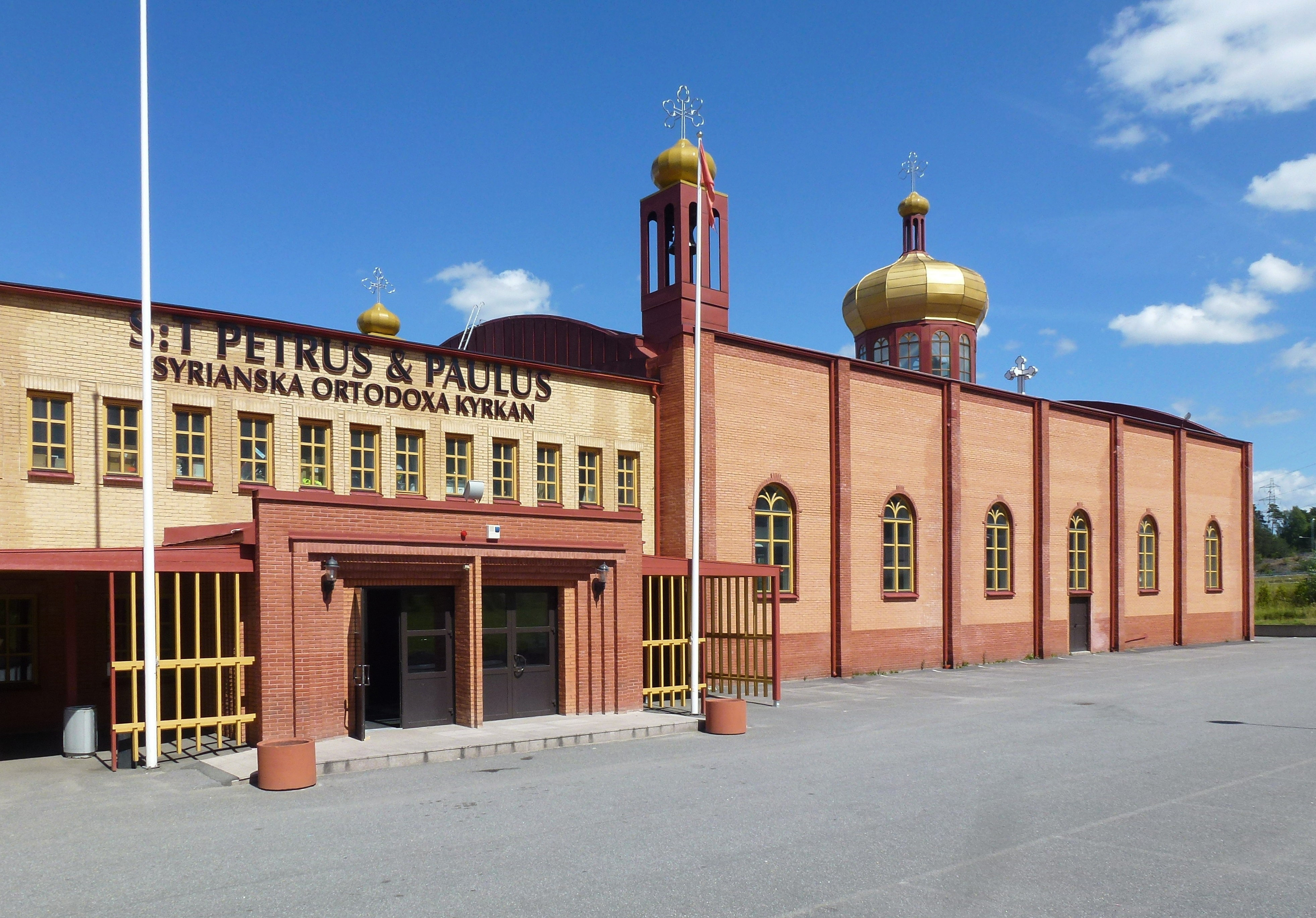
Sankt Petrus och Paulus kyrka
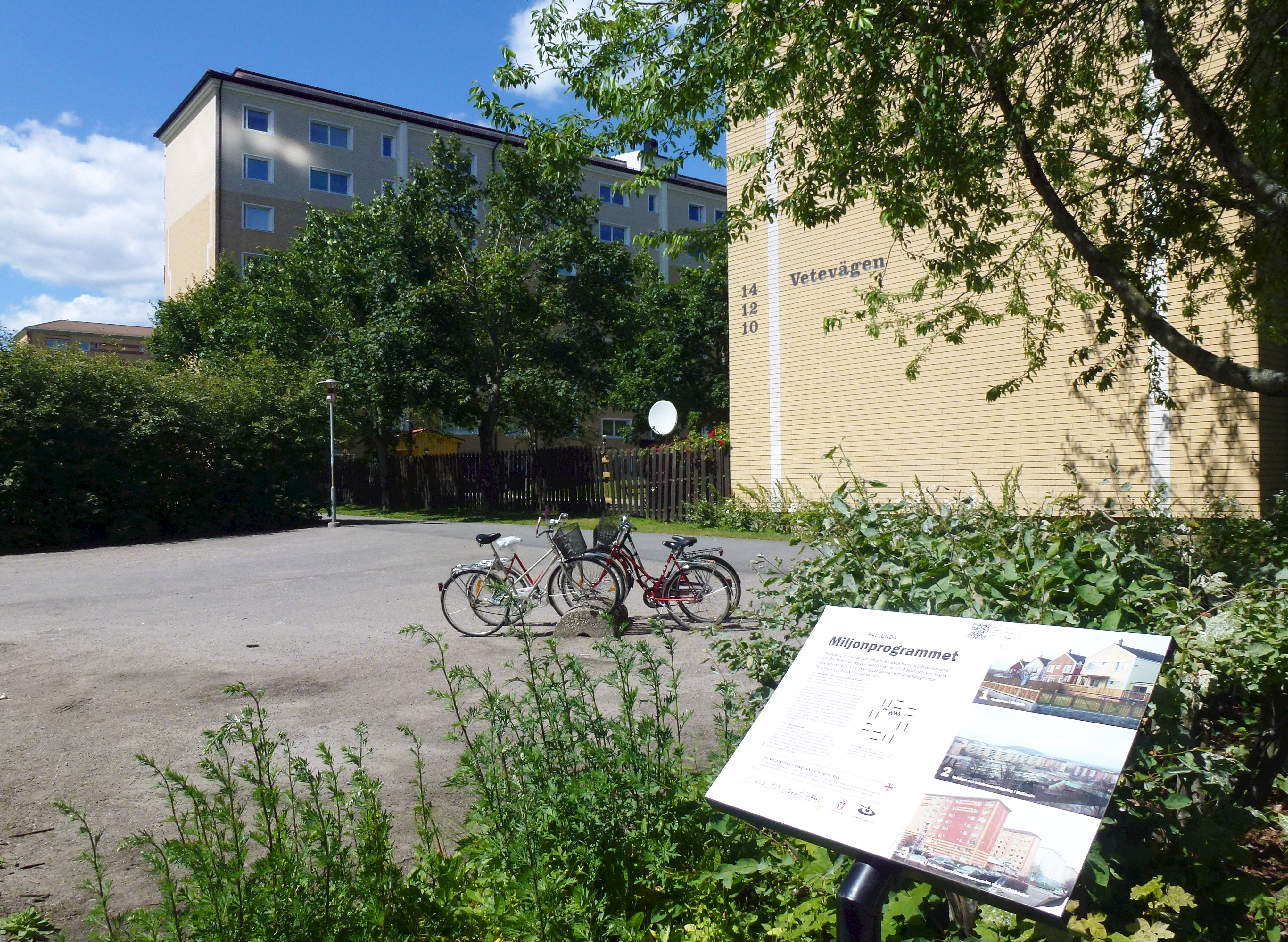
Bebyggelse från miljonprogrammet
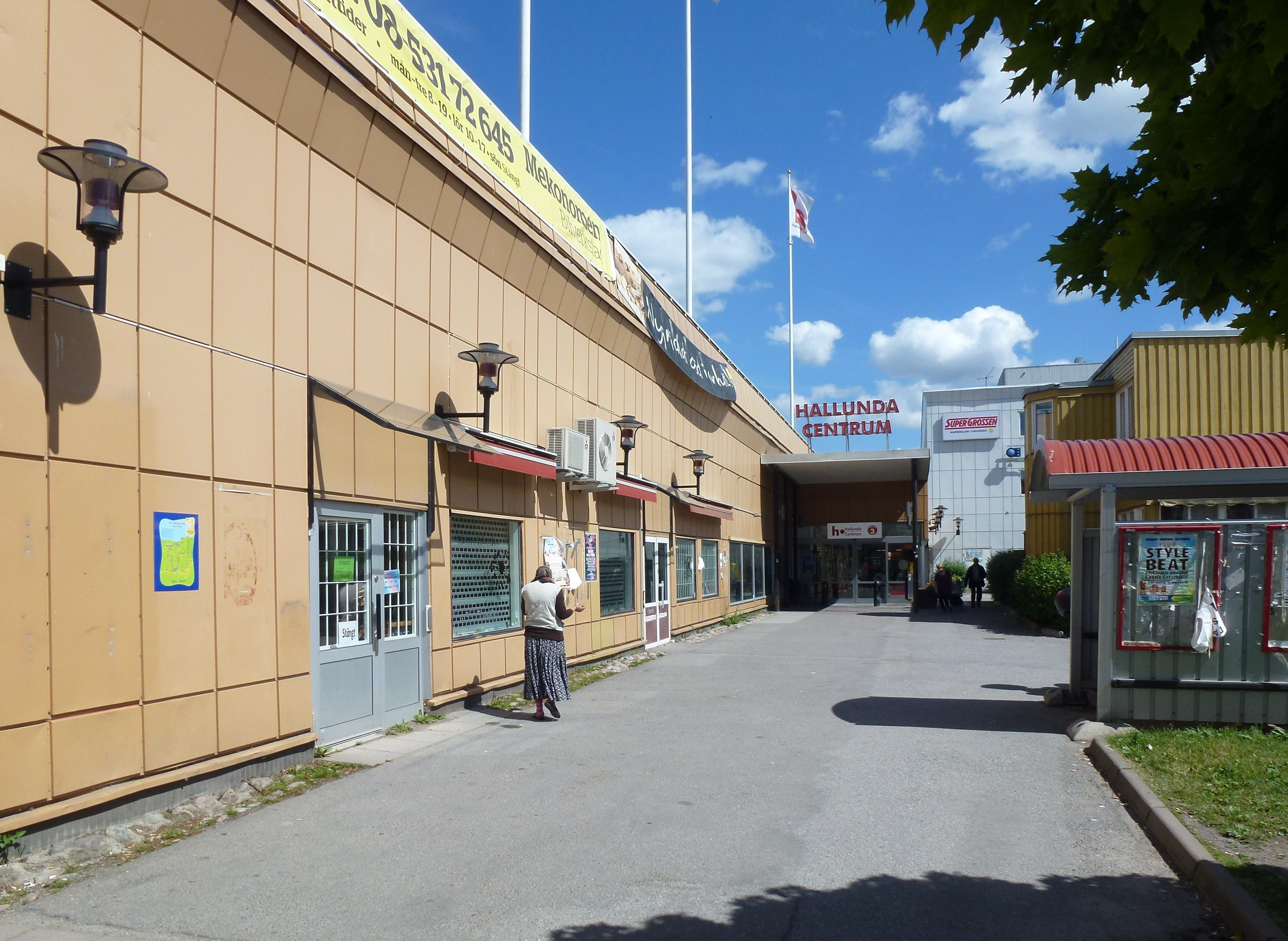
Hallunda centrum

### Panorama

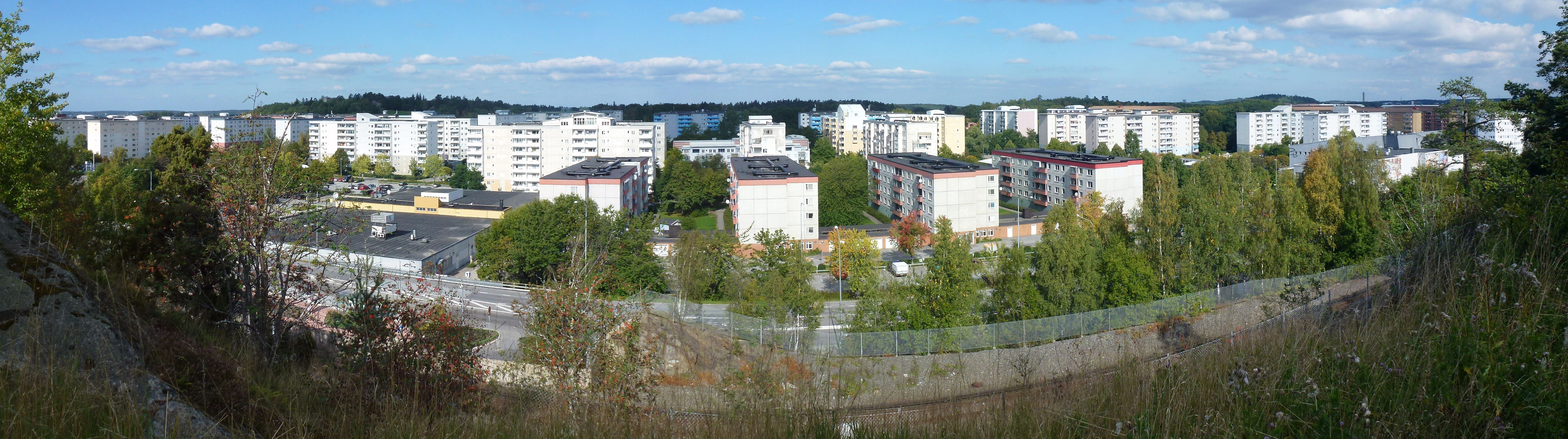
Vy från Eriksberg över Norsborg, september 2014.